# Colonia Rossell y Rius
Colonia Rossell y Rius és un centre poblat de l'Uruguai ubicat al sud del departament de Durazno. Té una població aproximada de 100 habitants, segons les dades del cens del 2004.
Es troba a 149 metres sobre el nivell del mar.